# Tufão Soulik (2018)
O tufão Soulik foi o tufão mais mortal a atingir a Península Coreana desde Maemi em 2003. Soulik se formou em uma área de baixa pressão em 15 de agosto e foi a vigésima nona depressão tropical, a vigésima tempestade tropical, a décima tempestade tropical severa e o sexto tufão da temporada de tufões do Pacífico de 2018.

## História meteorológica
Em 14 de agosto às 06: 00 UTC, o Joint Typhoon Warning Center (JTWC) começou a monitorar uma área de convecção aproximadamente 435 nmi (806 km; 501 mi) sudeste de Base Da Força Aérea De Andersen, avaliando o seu potencial de desenvolvimento no dia seguinte como baixo. O sistema estava localizado em condições favoráveis para o desenvolvimento, embora sua circulação de baixo nível permaneceu alongada. Temperaturas da superfície do mar na área foram cerca de 28–29 °C (82–84 °F). As bandas convectivas começaram a se formar em torno do sistema, embora permanecessem rasas; às 15:00 UTC, o JTWC atualizou seu potencial de desenvolvimento no dia seguinte para o meio. A convecção começou a se aprofundar e se envolver em uma circulação de baixo nível de consolidação, e às 22: 30 UTC, o JTWC emitiu um Alerta De Formação De Ciclones Tropicais no sistema.
Em 15 de agosto às 06:00 UTC, a Agência Meteorológica do Japão (JMA) começou a monitorar uma depressão tropical no Mar das Filipinas. A depressão continuou na direção norte-noroeste, e às 15:00 UTC, o JTWC também atualizou o sistema para uma depressão tropical, uma vez que estava localizado a aproximadamente 53 nmi (98 km; 61 mi) sul-sudoeste de Hagatna, dando-lhe a designação 22W. A convecção profunda estava localizada a sudeste de uma circulação ampla e alongada de baixo nível. As condições permaneceram favoráveis para um maior desenvolvimento medida que a depressão começou a se consolidar, apesar de uma circulação exposta de baixo nível, e em 16 de agosto às 00:00 UTC, o JMA elevou a depressão para uma tempestade tropical, dando-lhe o nome de Soulik. Bandas convectivas começaram a envolver a circulação de baixo nível ainda exposta, e às 03:00 UTC, o JTWC também atualizou Soulik para uma tempestade tropical. Soulik então se organizou rapidamente conforme sua circulação de baixo nível se tornava mais definida, e às 18:00 UTC, o JMA atualizou Soulik para uma severa tempestade tropical. Às 21:00 UTC, um olho de baixo nível apareceu quando sua estrutura começou a melhorar rapidamente, e em 17 de agosto às 03:00 UTC, o JTWC atualizou Soulik para um tufão. Às 12:00 UTC, o JMA também atualizou Soulik para um tufão, uma vez que foi dirigido por uma área subtropical de alta pressão de nível médio.
Soulik então se intensificou rapidamente em um forte tufão, e no dia seguinte, Soulik atingiu seu pico de intensidade, com ventos de 165 km/h (103 mph), e manteve essa intensidade por vários dias. Também começou a apresentar algumas características anulares. Depois de passar pelas Ilhas Ryukyu no início do dia 22 Em agosto, a tempestade enfraqueceu gradualmente devido às baixas temperaturas da superfície do mar. Em 23 de agosto, Soulik aterrissou no Condado de Haenam, Província de Jeolla do Sul da Coreia do Sul por volta das 23:00 KST (14:00 UTC).

## Impacto

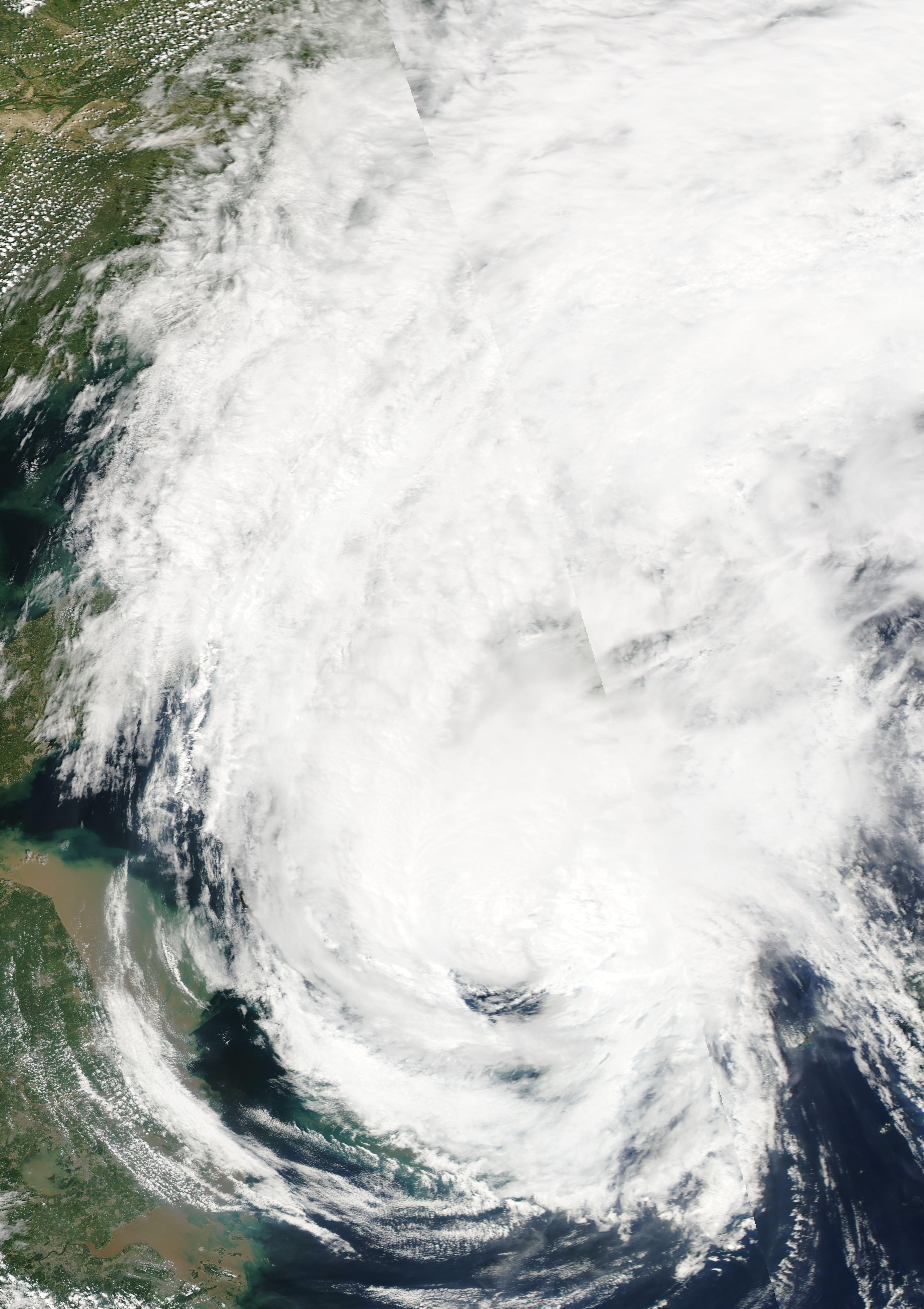
O tufão Soulik enfraqueceu ao se aproximar da Coreia em 23 de agosto de 2018

Os danos totais na Coreia do Sul foram de ₩ 50,7 mil milhões (US $ 45 milhões). As perdas econômicas no Nordeste da China foram contabilizadas em CN ￥ 550 milhões (US $ 79,9 milhões). As inundações na Coreia do Norte, provocadas por Soulik, mataram 86 pessoas.